# FIGO-Klassifikation
Die FIGO-Klassifikation ist ein von der Fédération Internationale de Gynécologie et d’Obstétrique (FIGO) vorgeschlagenes Bewertungsschema für bösartige Tumoren der Geschlechtsorgane der Frau. Sie wird in der Gynäkologie zusätzlich zur TNM-Klassifikation eingesetzt.
Die FIGO-Stadien werden wie folgt definiert:
| Stadium     | Befund                                         |
| Stadium 0   | Carcinoma in situ                              |
| Stadium I   | Tumor auf das Ausgangsorgan begrenzt           |
| Stadium II  | Tumor auf das angrenzende Gewebe ausgedehnt    |
| Stadium III | Ausdehnung bis zum nächsten Organ              |
| Stadium IV  | Einbruch in angrenzendes Organ, Fernmetastasen |

Bei den verschiedenen gynäkologischen Tumoren wie Endometriumkarzinom (Korpuskarzinom), Mammakarzinom, Ovarialkarzinom, Vulvakarzinom und Zervixkarzinom gibt es weitere spezifische Einteilungskriterien und die FIGO-Stadien feiner abstufen.